# Moulin Passe-Avant
Le moulin Passe-Avant est un moulin à eau situé 186 rue Saint-Leu à Amiens, dans le département de la Somme.

## Historique
Dès la seconde moitié du XIIe siècle, 12 moulins tournent sur les bras de la Somme et de l'Avre. Au milieu du XVe siècle, ils sont 25 lors de la reconstruction du Passe-avant.
Ce moulin, propriété de l'évêché et du chapitre de la cathédrale comme tous ses homologues du quartier Saint-Leu, est totalement reconstruit en 1528 sur quatre niveaux en pans de bois et torchis, avec une couverture d'ardoises.
Sa roue de 40 chevaux, actionnée par un bras canalisé de la Somme, le bras des Clairons, avait la priorité sur celle du moulin voisin, prenant ainsi le nom de passe-avant, en opposition au moulin Passe-Arrière. La roue à aubes actuelle est de type Poncelet.
Le moulin a subi de nombreuses modifications au gré des nécessités de production : farine au Moyen Âge, moutarde, industrie teinturière. Au XVIIIe siècle, une roue hydraulique à aubes a un moyeu activant la meule qui écrase le grain et active des accessoires. La Révolution voit la vente du site qui est agrandi en 1801 et reçoit une nouvelle roue de type poncelet en 1851. En 1871, sa puissance développant 40 chevaux alimente une fabrique de moutarde (Brûlé). Au XXe siècle, la fabrique de moutarde laisse place à une teinturerie.
Selon la Fondation du patrimoine, il aurait servi à la teinturerie jusqu'à la fin des années 1970 tandis que les services des Monuments historiques l'indique en dernier comme moulin à moutarde. 
Abandonné, il est classé au titre des monuments historiques le 2 décembre 1986, et partiellement restauré par l'association Le Bel Amiens, et acquis par Amiens métropole en 2007 pour l'euro symbolique. La restauration complète du Passe-Avant doit débuter en début d'année 2014. Les travaux sont estimés à 572 000 € et concernent la réfection de la façade en torchis, la charpente en bois, la couverture en tuile plates, les menuiseries extérieures et les planchers intérieurs.

## Architecture et décorations
Au niveau des sablières moulurées, les poteaux seraient ornés de masques et des armes du chapitre (d'argent à la croix de sable). Sur le poteau cornier, on distingue une vierge aux rayons sculptée. 